# Евреи в Армении
Евреи в Армении (арм. Հայաստանի հրեաներ, ивр. יהדות ארמניה‎) являются этническим меньшинством. По разным данным в Армении проживает около 1000 евреев.

## История

### Поселение

Логотип Еврейской общины Армении

История еврейской общины Армении насчитывает свыше 2000 лет. Поселения евреев уже в древности имелись во всех крупных городах и столицах Армении.
В Устной Торе (Мидраш Эйха Раба, гл. 1) рассказывается, что вавилонский царь Навуходоносор после разрушения Первого Храма в V веке до н. э. пригнал часть евреев в Армению.
В IV веке до н. э. в Армавире имелось крупное еврейское поселение.
Во время нахождения на престоле Армении царя Ерванда IV евреи из Армавира были переселены в новую столицу — город Ервандашат. С приходом к власти Арташеса столица Армении переносится в построенный им город Арташат, в который также переселяются евреи из прежней столицы.
Армянский историк Мовсес Хоренаци, описывая эти события, сообщает: 

Арташес отправляется к месту слияния Ерасха и Мецамора и, облюбовав здесь холм, строит на нем город и называет его по своему имени Арташатом… Выводит из города Ерванда пленных иудеев, которые были переведены туда из Армавира, и поселяет их в Арташате— 
Политику переселения евреев в Армению продолжал проводить и другой армянский царь Тигран II Великий, правивший в 95—55 годах до н. э.. Как сообщает Ованес Драсханакертци 

Тигран, многое приведя в порядок и устроив, идёт на Палестину и берет в плен множество евреев— 
Во время своего военного похода царь Армении, взяв в плен множество евреев, уводит их в свои родные края, где селит в городе Армавир и в селении Вардкес на берегу реки Касах. В другой раз дело отца продолжил Артавазд II, царствовавший в 55—34 годах до н. э., вмешавшись в междоусобную войну евреев за трон, приняв одну из сторон, уводит в плен сторонников другой, которых селит в городе Ван.
Первая волна переселённых Тиграном евреев со временем приняла христианство, а вторая волна переселенния (организованная Артаваздом) — ванские евреи продолжали и далее исповедовать иудаизм.
Армянские цари развивали города, и поэтому им нужны были евреи, так как они имели навык городской жизни. В результате численность иудеев в Армении значительно возросла, в некоторых городах — до половины от всех жителей. Евреи в Армении развивали торговлю и ремесла, так, Иосиф Флавий, находящийся на приёме у римской императрицы, на вопрос, что он знает об Армении, ответил: «Евреям в Армении живётся хорошо». Армянские города этого периода сохраняли эллинистический облик и жили относительно свободно, евреи составляли в Армении значительную часть городского населения и играли в торговле не последнюю роль.
Правители не препятствовали свободному перемещению жителей различного вероисповедания, что способствовало благополучию еврейских общин, занимавшихся торговлей и ремёслами.
По Мовсесу Хоренаци, род Багратуни, давший впоследствии две царские династии — армянскую и грузинскую, произошёл от евреев, пленённых и переселённых после завоевания Израильского царства в пределы Армении. Багратуни владели огромной территорией, включая гору Арарат, где, по преданию, находились остатки Ноева ковчега. Они сумели объединить несколько соперничавших феодальных княжеств и стали властителями всей Армении.

### Переселение
Стабильность и процветание закончились тогда, когда многие евреи были депортированы в Персию в результате захвата Армении шахом династии Сасанидов Шапуром II. О численности евреев того времени наглядно показывают данные армянского историка V века Фавстоса Бузанда, который описывает значительное число еврейских семей, угнанных в плен захватчиками, вторгшимися в Армению. Так, согласно ему, евреи были угнаны из шести городов Армении: к примеру, из Ервандашата было угнано 30 тысяч еврейских семей, из Вана — 18 тысяч, из Нахичевана — 16 тысяч семей. Всего же по Бузанду было выселено 83 тысячи иудеев из пяти городов Армении (выселение иудеев персами описывает армянский автор Раффи в историческом романе «Самвел», в котором целая глава романа посвящена угоняемым в V веке из Армении в Иран евреям). В этот же период времени в Талмуде упоминается мудрец Яков из Армении (Гиттин 48а), кроме того, упомянута и иешива (школа изучения Торы) в армянском городе Низбис.
К 1375 году после падения Киликийской Армении начали исчезать еврейские общины как единые этнические сообщества, многие начали принимать христианство. По данным еврейской энциклопедии, выходившей в 1901—1906 годах, из 5000 евреев, живших на землях между городами Ван и Мосул, к началу XX века только 360 человек ещё придерживались иудаизма, остальные приняли христианскую веру. Интересен тот факт, что ещё в начале XX века крестьяне из сел и деревень, окружавших Ван, видели в жителях города евреев, переселённых в Армению Тиграном Великим.
В ноябре 1603 года шах Аббас I со своим 120-тысячным войском захватил Армению, после чего как пишет писатель XVIII века Аракел Даврижеци приказал выселить всех жителей Армении — и христиан и евреев.. — в Персию чтобы османы, придя, нашли бы страну обезлюдевшей, позже армянский писатель с симпатией и сочувствием описывал историю евреев проживающих под владычеством персидских царей. Эти данные наглядно объясняют, отчего в Армении осталось так мало евреев, их почти всех переселили в Иран.

### Состояние общины в XIX—XX веках
В 1840 году евреи Эриванской губернии были представлены двумя общинами — ашкеназской (европейской) и иранской. У первой общины был молельный дом, у вторых — синагога «Шейх Мордехай», действовавшая с 1860 года, где наряду с ивритом был в ходу фарси. По данным первой всеобщей переписи населения Российской империи проведённой в 1897 году по принципу распределения населения по родному языку, евреев в Эриванской губернии насчитывалось 850 человек (664 мужчины и 206 женщин), большая часть которых проживала в городах В первой половине XX века число евреев в Армении сократилась, так, в 1926 году по официальным данным насчитывалось всего 335, причём мужчин было вдвое больше, чем женщин. Согласно учёному Аврааму Галанти ещё в начале XX века в городе Эгин существовала иудео-армянская религиозная община, именовавшая себя «Пакрадунис». По нему же о следах пребывания еврейского населения говорит распространённая в Армении фамилия «Исраэлян», то есть по-армянски «сын Израиля». Название древнего армянского поселения Эгин переводится как «взгляд» либо «источник», и в транскрипции с иврита оно сходно со словом «ayin».

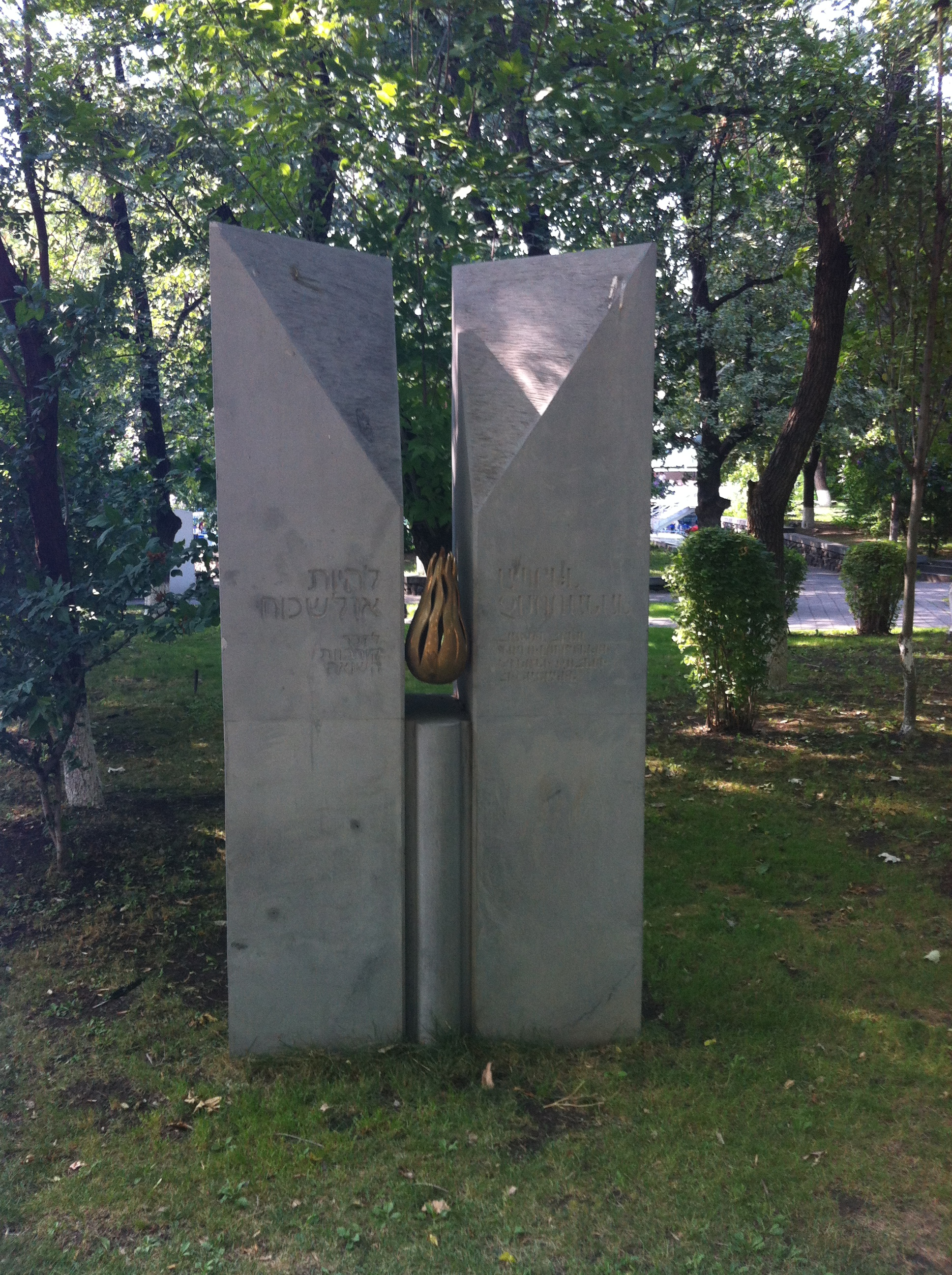
Мемориал жертвам Холокоста в Ереване

Современная еврейская община в основном представлена евреями, приехавшими в Армению из разных республик бывшего СССР. Первые поселенцы появились в середине 1930-х годов, сюда же эвакуировались евреи в годы Великой Отечественной войны. Второе переселение произошло в послевоенные годы и было связано с тем, что Армения бурно развивалась. Согласно исследованиям, 37 % нынешних евреев поселились в Армении до 1960-х годов. Ещё одна волна евреев прибыла в Армению в период с 1965 по 1972 год, таким образом число евреев в Армении во второй половине XX века составило более 10 тысяч человек. В 1989 году около 70 % евреев назвали родным языком русский, 26 % — идиш и 5,6 % — армянский.
Конец 1980-х — начало 1990-х ознаменовались событиями в Нагорном Карабахе, землетрясением, обострением социальных проблем. Но, несмотря ни на что, в это время была учреждена организация армяно-еврейских культурных связей «АРЕВ», а в 1991 году организована еврейская религиозная община Армении, первым председателем которой стал Улановский. Тогда же была открыта первая в республике еврейская воскресная школа «Тора Ор» («Свет Торы»). В 1992 году, получив официальный статус в Комитете по делам религий при президенте, была зарегистрирована религиозная община Армении. В начале 1993 года был создан объединительный Совет евреев Армении.
Современная еврейская община Армении состоит из мигрировавших в Армению ашкеназов, а также русских субботников и армян, принявших иудаизм.

### В независимой Армении
После распада СССР в 1992—1993 годах Армению покинуло около 6 тысяч евреев. В 2008 году раввин Армении Герш-Меир Бурштейн оценивал еврейское население в Армении до 600 человек. К этому времени отток евреев прекратился, и евреи начали возвращаться в Армению.
На территории Армении действуют три еврейские организации — «Еврейская община Армении» (JCA), «Еврейская религиозная община Армении» (JRCA) и Еврейский культурный центр «Менора» в Армении (JCC Menora).
Евреи Армении в основном говорят по-русски, многие изучают иврит, большинство хорошо владеют армянским. C 1995 года в Ереванском государственном университете преподаётся иврит. В 1999 году в Ереване возле мемориала, посвящённого геноциду армян, Еврейская община Армении посадила 12 деревьев, отождествляющих 12 колен Израиля, а также был установлен камень в память жертв Холокоста.
С 1994 года в стране действует Еврейский культурный центр «Менора» под руководством известного музыканта, заслуженного деятеля искусств Армении, члена Союза композиторов Израиля Вилли Вайнера. Центр объединяет более 50 человек. За все годы его деятельности было организовано множество благотворительных акций, концертов, фестивалей, творческих вечеров и других культурных мероприятий, как в Армении, так и далеко за её пределами.
В 2002 году вышел 56-минутный документальный фильм «Евреи Армении: скрытая диаспора», поставленный режиссёром Варданом Акчяном и повествующий евреях в Армении. Фильм был номинирован на лучший документальный фильм AFFMA International Film Festival — Raleigh Studios in Hollywood.
27 сентября 2006 года в центре Еревана был открыт памятник, посвящённый геноциду и Холокосту, инициатором его создания в центре армянской столицы стала еврейская община Армении. В 2007 году состоялось открытие Культурного центра национальных общин Армении, в котором представлены все нетитульные нации республики. Расположен он на двух этажах одного из самых высоких зданий в центре Еревана.
На улице Нар-Доси, 23 в Ереване, расположен еврейский религиозный центр Армении «Мордехай Нави», возглавляемый раввином Гершоном-Меиром Бурштейном, который периодически выезжает для проведения службы в синагоге Севана. Общинный центр «Мордехай Нави» состоит из молельного зала, а также благотворительной столовой и воскресной школы. Еженедельно в шабат после молитвы в Центре устраиваются трапезы, на которых беседуют обо всем, что связано с еврейскими традициями, на курсах для взрослых разъясняются недельные главы Торы. Здесь же проходят торжества по случаю каждого еврейского праздника. Также при еврейской общине действует благотворительный общинный центр «Орот Хесед», шефствует над которым рабанит Лея Премыслер. Продолжает работать детская воскресная школа «Тора Ор», действует общинная газета «Коэлет». С марта 2004 года в Армении общиной начато производство кошерной пищи, которая экспортируется в Израиль и еврейские общины других стран.
Еврейская община Армении является членом Евроазиатского еврейского конгресса (ЕАЕК) и Всемирного конгресса русского еврейства (ВКРЕ). В конце 2002 года общиной, при поддержке ЕАЕК, была начата публикация информационного бюллетеня сообщества.
С 11 по 12 мая 2009 года в Ехегисе (Ехегнадзорский р-н Республики Армения) прошёл научный симпозиум на тему «Проживание евреев в Ехегисе», а 24 февраля 2010 года в Ереване в институте-хранилище древних рукописей «Матенадаран» прошла презентация книги «Евреи Армении: Средневековье» об истории пребывания евреев в Армении в Средние века. В книге нашли отражение результаты научных исследований о религиозной и светской жизни евреев в Армении. В скором времени еврейская община намерена опубликовать книгу об истории современной еврейской общины Армении.

### Холокост
В Армении тема изучения Холокоста является составной частью школьной программы. Геноцид евреев изучается в рамках изучения истории второй мировой войны. К теме уничтожения евреев обращаются конкретно в 8-м классе, в возрасте 14—15 лет. Ряд материалов по Холокосту используется не только на уроках истории, но иногда и на уроках литературы и языка. Подготовка преподавателей по теме Холокоста не ведется, но согласно информации Еврейской общины Армении, 40 учителей из Армении прошли в 2003 году организованный Евроазиатским Еврейским Конгрессом курс под названием «Холокост и уроки терпимости».
В Армении нет отдельного дня памяти жертв Холокоста, однако об уничтожении евреев вспоминают в официально установленный национальный День памяти жертв геноцида, который является всеобщим днем поминовения. Кроме этого теме Холокоста отводится отдельное место в Мемориальном музее геноцида в Ереване.
На 1 января 2009 года израильский мемориальный институт-музей Яд ва-Шем присвоил почётное звание «Праведник мира» 13 армянам, бескорыстно спасавшим евреев в годы нацистской оккупации Европы.

### Антисемитизм
В Армении встречаются маргинальные политики, использующие тему антисемитизма. Так, в 2004 году кандидат в президенты Тигран Карапетян (набравший 0,68 % на выборах президента 2008 года) приписал евреям непосредственное участие в организации геноцида армян. В январе 2005 года за неоднократные попытки разжигания межэтнической розни между армянами и евреями был арестован и приговорён к трём годам условно председатель партии «Армяно-арийский орден» Армен Аветисян.
Мемориал жертвам Холокоста в Ереване, построенный еврейской общиной Армении и армянскими диаспорами из разных стран, с момента установления в 1999 году неоднократно подвергался осквернению. В 2007 году, комментируя акт вандализма, главный раввин еврейской общины Армении рабби Гершон-Меир Бурштейн отметил, что произошедшее ужасно, поскольку между армянами и евреями существуют прекрасные отношения. В последний раз памятник был осквернён в 2010 году.
Ночью 3 октября единственная действующая синагога в Ереване «Мордехай Нави» подверглась нападению: неизвестные бросили в здание бутылку с зажигательной смесью, выбили окна и облили краской стены здания. Ответственность за нападение взяли на себя армянские организации «Армянская секретная армия освобождения Армении» и «Молодые борцы за свободу Армении», обвинив Израиль в поддержке Азербайджана.

## Кладбище в селе Ехегис
В 1996 году на территории Армении сделаны важные археологические открытия, были найдены надгробия, на которых содержались тексты на древнееврейском и арамейском языках. Найдены они были близ населённого пункта Ехегис в Вайоцдзорской области на юго-востоке страны. Подобные открытия уже имели место. Так, архимандрит о. Гарегин (Овсепян) в 1910 году обнаружил непохожий на другие надгробный камень, фотографию которого отослал известному учёному Николаю Марру. Плита представляла собой камень размером 1,4 на 0,6 м, содержащий надпись в четыре строки, которая была расшифрована профессором П. К. Коковцовым.

Niftar ha-bakhur ha-kasher he-‘anaw // mar khawaga Sharaf ’aldin ben ha-zaqen khawaga Sabay S[ofo]"T[ov] // melekh ha-kavod yanikhehu ‘im ’Abraham Yickhaq we-Ya‘aqov // We-Yeqayyem ‘al qavrato yikhyu metekha navlati yaqumun we-g[amre] shenat ATTKh

Скончался честный, праведный, смиренный юноша, // господин наш, хаваджа Шараф-эд-Дин, сын Сабая, да будет ему благой конец. // Царь Славы, да упокоит его вместе с Авраамом, Исааком и Иаковом // и исполнит в отношении его погребения «оживут мертвые твои, мои трупы восстанут.» [Ис. 26:19] Год 1808 [селевкидской эры = 1496/1497 н. э.]

Позже в 1912 году о кладбище в селе Ехегис появилась заметка в трудах Императорской академии наук. Предпринимались попытки изучения кладбища ещё в конце 1970-х годах, однако, тогда серьёзные археологические работы не велись. Датируемые, начиная от середины XIII века, а некоторые конкретно 1337 годом, находки эти являются убедительным доказательством существования еврейской общины на территории Армении с древнейших времён до Нового времени. Громкую научную славу местное захоронение приобрело после того, как профессор Майкл Стоун из Еврейского университета в Иерусалиме заявил, что 
обнаружено самое раннее в мире еврейское кладбище, уникальное тем, что на многих надгробиях сохранились надписи на иврите и арамейском

После этого открытия был подписан трёхсторонний договор между Иерусалимским университетом, ереванским Институтом археологии и этнографии и Армянской апостольской церковью и в 2000—2001 годах организована совместная экспедиция. В состав экспедиции помимо армянских учёных вошли профессор Майкл Стоун, археолог доктор Давид Амит, фотограф Йоав Лефф и доктор Гарвардского университета Серхио Лапорта, а также другие учёные. В ходе работ были найдены и исследованы 12 надгробий с двадцатью надписями, которые датируются периодом с 50-х годов XIII века до начала XIV века. По форме камни не отличаются от армянских надгробий того же времени — скорее всего их делали армянские мастера, а затем на плиты наносился текст на иврите и арамейском. Согласно опубликованным сообщениям, одна из надписей на иврите с примесью арамейских выражений гласит: 

Niftar Baba bar David be-khodesh Tammuz shenat aleph-taf-resh — dokhran tav lenichot nafshata 
Скончался Баба, сын Давида в месяц Таммуз, год 1600 (1289 год н. э.), да упокоится его душа.
Михаил Носоновский из Бостона считает, что, если датировки памятников верны, можно говорить о существовании еврейской общины в Ехегисе не только в конце XIII века, но на протяжении более 230 лет, по крайней мере вплоть до конца XV столетия. Согласно некоторым сообщениям, надпись на стене армянской церкви близ Ехегиса гласит, что земля, на которой она установлена, была приобретена у евреев.